# Margo Guryan
 (novembre 2021).
Si vous disposez d'ouvrages ou d'articles de référence ou si vous connaissez des sites web de qualité traitant du thème abordé ici, merci de compléter l'article en donnant les références utiles à sa vérifiabilité et en les liant à la section « Notes et références ».
Margo Guryan, née le 20 septembre 1937 à Far Rockaway (Queens, New York) et morte le 8 novembre 2021 à Los Angeles (Californie),, est une pianiste et autrice-compositrice-interprète américaine.
Chanteuse de la fin des années 1960, elle est reconnue aux États-Unis comme étant une artiste complète.

## Biographie
Née à Far Rockaway dans le Queens à New York, Margo Guryan s'initie dès l'âge de six ans au piano, et compose dès sa plus jeune enfance des poèmes très aboutis. Après avoir suivi des études à l'Université de Boston, elle finit par se tourner vers le jazz. À partir de 1959, elle étudie le jazz pendant deux ans à l'école de Lenox.
En 1961, elle travaille au sein du label Verve, connu pour produire des artistes de jazz comme Astrud Gilberto, qui reprendra d'ailleurs des titres de Margo Guryan.
Mariée un temps à Bob Brookmeyer[évasif], célèbre tromboniste de jazz, elle finit néanmoins par être très influencée par les artistes pop de l'époque, notamment The Beach Boys. C'est ainsi qu'en écoutant l'album Pet Sounds, elle décide de se lancer dans l'écriture.
Début 1967, elle est une pianiste confirmée, faisant partie de la mouvance beatnik et compose quelques chansons pour Chris Connor, Julie London et Anita O'Day.

### Take a Picture
Margo Guryan enregistre son premier et seul album de sa carrière en 1968, Take a Picture. Sa première composition intégrée est Think of Rain (qu'elle aurait écrite en écoutant une chanson triste des Beach Boys). Viennent s'ajouter des mélodies pop, teintées de bossa nova très ciselées.
Entièrement composé et interprété par l'artiste, Take a Picture est considéré comme un album important de pop sophistiquée[Selon qui ?]. Il comporte des chansons comme Love Song, Can You Tell, et Sun ; alternant le folk, la bossa nova, la ritournelle mélancolique ou encore des mélodies funk.
À la sortie de l'album, le magazine américain Billboard salue le recueil de compositions originales de Margo Guryan pour sa sensibilité et sa qualité artistique, anticipant un succès commercial. Cependant, le refus de Guryan de promouvoir l'album en tournée ou à la télévision conduisit le label Bell Records à interrompre toute campagne promotionnelle, ce qui limita considérablement sa visibilité auprès du public.
Margo Guryan expliquera plus tard qu'elle n'avait enregistré ces chansons que dans l'espoir que d'autres artistes les enregistrent plus sérieusement.[réf. souhaitée] Elle maintiendra d'ailleurs longtemps ne pas être interprète, mais juste un simple compositeur de musique.
L'album resta ainsi initialement très confidentiel. Or le bouche à oreille et les nombreuses reprises de ces chansons par d'autres artistes vont finir par acquérir à Take a Picture un statut culte, développant une base de fans. Cette popularité tardive pousse la maison de disques à publier des démos et des archives inédites, comme, en 2000, la sortie de 25 Demos et de Thoughts).

### L'après sixties
Margo Guryan s'est ensuite tournée vers l'enseignement de la musique en Californie. La plupart des chansons de l'unique album de Guryan ont été reprises par plusieurs artistes tels que Mama Cass, Glen Campbell, Harry Nilsson, Astrud Gilberto ou bien encore Claudine Longet et Marie Laforêt.
Dernièrement[Quand ?] sur eBay, une série de l'album « Take a picture » comprenant plusieurs vinyles se sont vendus plus de 190 $ l'unité.[réf. nécessaire]
En 2006, Margo Guryan toujours très engagée à gauche, retourne enfin en studio et enregistre 16 Words, un single avec seulement seize mots : « The British government has learned that Saddam Hussein recently sought significant quantities of uranium from Africa. »

## Discographie
- Take a Picture (1968)
- 25 Demos (2001)
- Thoughts (2004)
- 16 Words (2006)